# Juanma Bravo
Juanma Bravo, pseudonimo di Juan Manuel Bravo Alcántara (Murcia, 10 febbraio 1998), è un calciatore spagnolo, centrocampista dell'Ourense CF.

## Carriera
Cresciuto nel settore giovanile del Real Murcia, debutta in prima squadra il 9 aprile 2017 in occasione dell'incontro di Segunda División B vinto 3-1 contro l'Atlético Mancha Real.
Nel 2020 viene acquistato dall'Alcorcón.

## Statistiche

### Presenze e reti nei club
Statistiche aggiornate al 5 dicembre 2021.
| Stagione        | Squadra         | Campionato      | Campionato | Campionato | Coppe nazionali | Coppe nazionali | Coppe nazionali | Coppe continentali | Coppe continentali | Coppe continentali | Altre coppe | Altre coppe | Altre coppe | Totale | Totale |
| Stagione        | Squadra         | Comp            | Pres       | Reti       | Comp            | Pres            | Reti            | Comp               | Pres               | Reti               | Comp        | Pres        | Reti        | Pres   | Reti   |
| --------------- | --------------- | --------------- | ---------- | ---------- | --------------- | --------------- | --------------- | ------------------ | ------------------ | ------------------ | ----------- | ----------- | ----------- | ------ | ------ |
| 2015-2016       | Imperial Murcia | TD              | 14         | 2          |                 | -               | -               |                    | -                  | -                  |             | -           | -           | 14     | 2      |
| 2016-2017       | Imperial Murcia | TD              | 32         | 2          |                 | -               | -               |                    | -                  | -                  |             | -           | -           | 32     | 2      |
| 2016-2017       | Real Murcia     | SDB             | 2          | 0          | CR              | 0               | 0               |                    | -                  | -                  |             | -           | -           | 2      | 0      |
| 2017-2018       | Real Murcia     | SDB             | 26         | 0          | CR              | 4               | 0               |                    | -                  | -                  |             | -           | -           | 30     | 0      |
| 2018-2019       | Real Murcia     | SDB             | 20         | 1          | CR              | 1               | 0               |                    | -                  | -                  |             | -           | -           | 21     | 1      |
| 2019-2020       | Real Murcia     | SDB             | 23         | 2          | CR              | 2               | 1               |                    | -                  | -                  |             | -           | -           | 25     | 3      |
| 2020-2021       | Alcorcón        | SD              | 35         | 0          | CR              | 3               | 0               |                    | -                  | -                  |             | -           | -           | 38     | 0      |
| 2021-2022       | Alcorcón        | SD              | 15         | 1          | CR              | 0               | 0               |                    | -                  | -                  |             | -           | -           | 15     | 1      |
| Totale carriera | Totale carriera | Totale carriera | 167        | 8          |                 | 10              | 1               |                    | -                  | -                  |             | -           | -           | 177    | 9      |